# U-36 (tàu ngầm Đức) (1936)
U-36 là một tàu ngầm tấn công  Lớp Type VII thuộc phân lớp Type VIIA được Hải quân Đức Quốc Xã chế tạo trước Chiến tranh Thế giới thứ hai. Nhập biên chế năm 1936, nó đã thực hiện được ba chuyến tuần tra trước và trong chiến tranh, đánh chìm được hai tàu buôn với tổng tải trọng 2.813 GRT, đồng thời chiếm được một chiếc khác 1.617 GRT như chiến lợi phẩm. U-36 bị tàu ngầm Anh HMS Salmon đánh chìm tại Bắc Hải vào ngày 4 tháng 12, 1939.

## Thiết kế và chế tạo

### Thiết kế
Tàu ngầm Type VII được thiết kế căn bản dựa trên những kiểu tàu ngầm của Đế quốc Đức thời Chiến tranh Thế giới thứ nhất. Chúng có trọng lượng choán nước 626 t (616 tấn Anh) khi nổi và 745 t (733 tấn Anh) khi lặn), con tàu có chiều dài chung 64,51 m (211 ft 8 in), lớp vỏ trong chịu áp lực dài 45,50 m (149 ft 3 in), mạn tàu rộng 5,58 m (18 ft 4 in), chiều cao 9,50 m (31 ft 2 in) và mớn nước 4,37 m (14 ft 4 in).
Chúng trang bị hai động cơ diesel MAN M 6 V 40/46 6-xy lanh 4 thì, tổng công suất 2.100–2.310 PS (1.540–1.700 kW; 2.070–2.280 bhp) ở tốc độ vòng quay 470-485 vòng mỗi phút, cho phép đạt tốc độ tối đa 17 kn (31 km/h), và tầm hoạt động tối đa 6.200 nmi (11.500 km) khi đi tốc độ đường trường 10 kn (19 km/h). Khi đi ngầm dưới nước, chúng sử dụng hai động cơ/máy phát điện Brown, Boveri & Cie GG UB 720/8 tổng công suất 750 PS (550 kW; 740 shp). Tốc độ tối đa khi lặn là 8 kn (15 km/h), và tầm hoạt động 95 nmi (176 km) ở tốc độ 4 kn (7,4 km/h).
Vũ khí trang bị có năm ống phóng ngư lôi 53,3 cm (21 in), bao gồm bốn ống trước mũi và một ống phía đuôi, và mang theo tổng cộng 11 quả ngư lôi, hoặc tối đa 22 quả thủy lôi TMA, hoặc 33 quả TMB. Tàu ngầm Type VIIA bố trí một hải pháo 8,8 cm SK C/35 cùng một pháo phòng không 2 cm (0,79 in) trên boong tàu. Thủy thủ đoàn bao gồm 4 sĩ quan và 40-56 thủy thủ.

### Chế tạo
U-33 được đặt hàng vào ngày 25 tháng 3, 1935, rõ ràng là một vi phạm Hiệp ước Versailles do điều khoản cấm Đức sở hữu tàu ngầm. Nó được đặt lườn tại xưởng tàu của hãng Friedrich Krupp Germaniawerft tại Kiel vào ngày 2 tháng 3, 1936, hạ thủy vào ngày 4 tháng 11, 1936, và nhập biên chế cùng Hải quân Đức Quốc Xã vào ngày 16 tháng 12, 1936 dưới quyền chỉ huy của Hạm trưởng, Đại úy Hải quân Klaus Ewerth.

## Lịch sử hoạt động

### Chuyến tuần tra thứ nhất và thứ hai

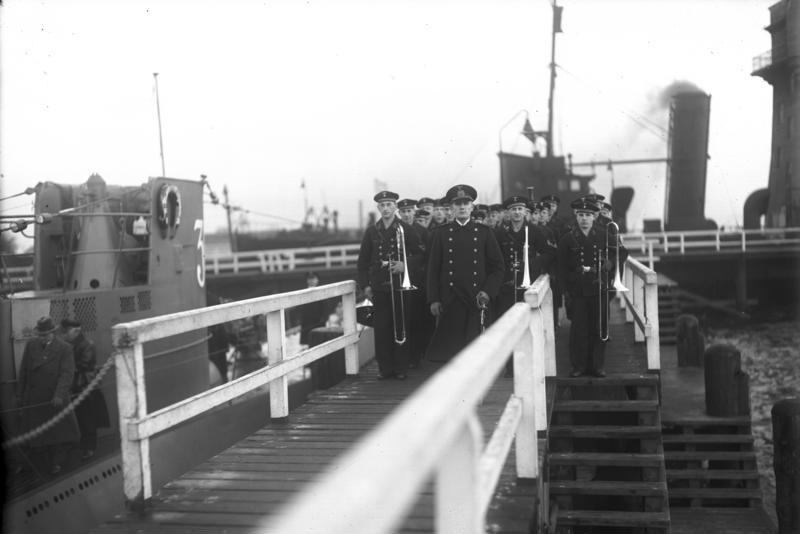
U-36 vào lúc nhập biên chế, tháng 12, 1936

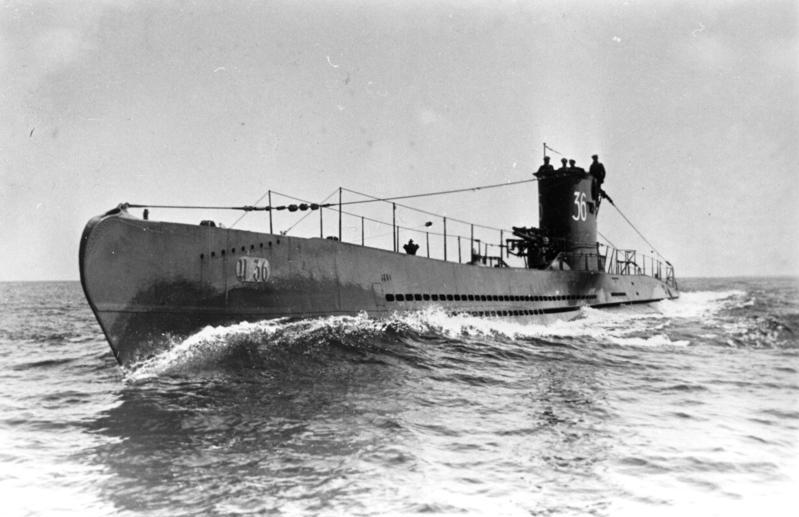
U-36 đang thực hành huấn luyện, năm 1936

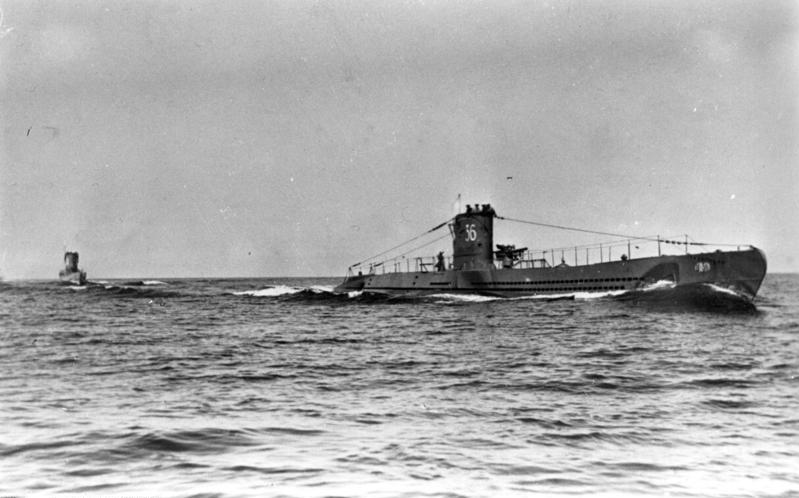
U-36 cùng một tàu U-boat khác đang đi trên biển, năm 1936

Chuyến tuần tra đầu tiên trước chiến tranh của I-36 bắt đầu tại Wilhelmshaven vào ngày 31 tháng 8, khi chiếc tàu ngầm chỉ đơn thuần chuyển căn cứ đến Kiel, đến nơi vào ngày 6 tháng 9.
Sau khi Thế Chiến II đã chính thức nổ ra, I-36 xuất phát từ Kiel vào ngày 7 tháng 9 cho chuyến tuần tra thứ hai tại Bắc Hải, nơi nó đánh chìm tàu buôn Anh SS Truro 974 GRT vào ngày 15 tháng 9. Hai ngày sau đó, tàu ngầm Anh HMS Seahorse đã phóng một loạt ba quả ngư lôi tấn công U-36, tự nhận đã đánh chìm được đối thủ, nhưng thực ra các quả ngư lôi đã bị trượt. U-36 tiếp tục đánh chìm tàu buôn Thụy Điển trung lập SS Silesia 1.839 GRT vào ngày 25 tháng 9. Đến ngày 27 tháng 9, U-36 đã chiếm chiếc tàu buôn Thụy Điển SS Algeria 1.617 GRT như chiến lợi phẩm và áp giải về Đức. U-36 kết thúc chuyến tuần tra và quay trở về căn cứ Kiel vào ngày 30 tháng 9, nơi nó ở lại cho đến tháng 12.

### Chuyến tuần tra thứ ba
Tuy nhiên, U-36 đã không bao giờ rời biển Na Uy. Vào ngày 4 tháng 12, hai ngày sau khi khởi hành từ Wilhelmshaven, nó bị tàu ngầm Anh HMS Salmon bắt gặp đang đi trên mặt nước gần cảng Stavanger, Na Uy. Salmon đã phóng một quả ngư lôi vào đối thủ, đánh chìm U-36 với tổn thất toàn bộ 40 thành viên thủy thủ đoàn trên tàu. Cùng trong chuyến tuần tra này, Salmon cũng đã phóng ngư lôi tấn công các tàu tuần dương Leipzig và Nürnberg, khiến cả hai đều bị hư hại nặng.
Sau khi U-36 bị mất, U-38 tiếp tục hành trình hướng sang bán đảo Kola, đến nơi và hoàn thành nhiệm vụ Basis Nord.

### Tóm tắt chiến công
U-36 đã đánh chìm được hai tàu buôn với tổng tải trọng 2.813 GRT, đồng thời chiếm được một chiếc khác 1.617 GRT như chiến lợi phẩm:
| Ngày             | Tên tàu | Quốc tịch | Tải trọng | Số phận                  |
| ---------------- | ------- | --------- | --------- | ------------------------ |
| 15 tháng 9, 1939 | Truro   | Anh Quốc  | 974       | Bị đánh chìm             |
| 25 tháng 9, 1939 | Silesia | Sweden    | 1.839     | Bị đánh chìm             |
| 27 tháng 9, 1939 | Algeria | Sweden    | 1.617     | Chiếm như chiến lợi phẩm |